# عقد 170
عقد 170 هو عقد امتد بين 1 يناير 170 و31 ديسمبر 179 بحسب التقويم الميلادي. سبقه عقد 160 ولحقه عقد 180.

## مواليد
- كاو أنج (177)
- القديس فالنتين (176)
- سيما يي (179)
- ماكسيمينوس ثراكس (173)
- أمونيوس السقاص (175)
- غان نينغ (175)

## وفيات
- آريانوس (175)
- فوستينا الصغرى (175)
- أغربينوس (178)
- سوتر (174)

## كتب
- Yves Denis Papin (1998). Chronologie de l'histoire ancienne. Lieu de publication non identifié: Éditions Jean-paul Gisserot. ISBN:2-87747-346-5. OCLC:40746926. مؤرشف من الأصل في 2022-03-16.
- موسوعة حضارة العالم (2002) لأحمد محمد عوف.

## روابط خارجية
- تصفح سنة بسنة عقد 170 على موقع onthisday.com
- تصفح سنة بسنة عقد 170 ابتداءً من سنة عقد 170 على موقع المكتبة الوطنية الفرنسية